# Jin Weina
Jin Weina (xinès simplificat: 金维娜, pinyin: Jīn Wéinà; Xuzhou, 27 d'abril de 1992) és una jugadora de bàsquet i bàsquet 3x3 xinesa. Juga a la selecció xinesa i al Jiangsu Sports Bureau, a la WCBA, entre 2009 al 2022.
Va participar en la Copa del Món de bàsquet femení FIBA 2022. guanyant una medalla de plata. També va formar part de la selecció xinesa que va aconseguir l'or a la Copa Àsia 2023 després d'una victòria per 73-71 contra el Japó.